# Lascellas-Ponzano
Lascellas-Ponzano és un municipi aragonès situat a la província d'Osca i enquadrat a la comarca del Somontano de Barbastre.
La temperatura mitjana anual és de 13° i la precipitació anual, 600 mm.